# Dizi (république démocratique du Congo)
Pour les articles homonymes, voir Dizi.
Dizi est une localité de la république démocratique du Congo, située dans la province du Bas-Congo.